# Шаарей Тфилох
Шаарей Тфилох (англ. Shaarei Tfiloh) — синагога в районе Друид-Хилл-Парк, в городе Балтимор в США. Основана евреями, иммигрировавшими в Балтимор из Российской империи. Построена в стиле высокого ренессанса в 1921—1926 годах. Внесена в Национальный список исторических памятников 10 октября 1996 года.

## Общие сведения
Проект синагоги был заказан архитектору Станислаусу Расселлу . На строительство здания было собрано 250 000 долларов. Краеугольный камень в основание синагоги был заложен 10 июля 1921 года. Строительные работы закончили в 1926 году. Всего на возведение синагоги было потрачено 285 000 долларов.
Сооружение представляет из себя кирпичное здание, облицованное камнем, с большими арочными витражами и фронтонной линией крыши, увенчанной центральным куполом, покрытым медью. Внутри предусмотрен молельный зал с галерей-балконом для женщин . Всего в здании на службе могут присутствовать одновременно семьсот мужчин и триста женщин. Шаарей Тфилох является одной из старейших действующих синагог в штате Мэриленд. Название синагоги с иврита переводится, как «врата молитвы».
Во время строительства синагоги в местном в районе проживала большая еврейская община. В 1960-е годы многие семьи переехали в другие районы Балтимора: Парк-Хайтс, Рэндалстаун, Пайксвилл и Оуингс-Миллс. По этой причине в синагоге прекратили еженедельные службы по субботам и стали проводить службы только в большие иудейские праздники.
С середины 2000-х годов в Шаарей Тфилох возобновили «будничное» богослужение в неделю, но проводят его не в субботу, а в воскресенье. Синагога арендуется прихожанами для проведения свадеб и особых мероприятий и в качестве места для «исторической» фотографии. Она появилась в фильме 1999 года «Высоты свободы».Кладбище конгрегации Шаарей Тфилох находится на Уиндзор-Милл роуд 5800.
С самого своего основания, синагога исповедует ортодоксальный иудаизм и придерживается его практики, но приветствует всех прихожан, в том числе представителей других иудаистских деноминаций. По состоянию на 2011 год Ховард Перлоу и Дэвид Кордиш являются сопрезидентами, а Дэвид Э. Херман — раввином синагоги.